# Мазур Вікторія Олексіївна
Мазур Вікторія Олексіївна (нар.15 жовтня 1994, Луганськ) — українська спортсменка, художня гімнастка. Срібна та бронзова призерка чемпіонатів світу та багаторазова призерка чемпіонатів Європи. Завоювала срібну та дві бронзові медалі на універсіаді 2013 року.

## Життєпис
Вікторія народилася 15 жовтня 1994 в Луганську. У шість років почала займатися художньою гімнастикою, а з одинадцяти тренується в Києві, в Школі Дерюгіних. Батьки: папа, Олексій Мазур працює водієм. Мама Світлана — співробітниця міськгазу. Братиків і сестричок поки ще немає. Спочатку мама відвела Віку на танці, потім в секцію спортивної гімнастики, а вже потім у секцію художньої гімнастики. І коли мама запитала її, чому саме я хотіла б займатися, вона відповіла, що хочу танцювати зі стрічкою. Віці дуже сподобався цей предмет. Перший тренер привіз Віку на перегляд, так вона і залишилася в Києві. Перші два-три місяці було дуже важко далеко від дому. Віка шалено сумувала за батьками. Але потім звикла, стала більш самостійною. І зараз понад три дні не може перебувати вдома — нудьгує по Києву, по дівчатках, по залу.

## Спортивна кар'єра

### Універсіада 2013
На літній Універсіаді у Казані Вікторія виступала у 3 групових дисциплінах разом з Оленою Дмитраш, Євгенію Гомон, Олександрою Грідасовою, Світланою Прокоповою і Валерією Гудим, спортсменки завоювали срібну та дві бронзові нагороди.
Срібло вони здобули у командному багатоборстві набравши 32,599 балів, перше місце вибороли росіянки з результатом — 35,100.
Ще дві бронзові медалі Вікторія зі своєю командою завоювали у групових вправах — з десятьма булавами (16,533), а також з трьома м'ячами і двома стрічками (16,200).

### Чемпіонат світу 2013
На Чемпіонаті світу у Києві, що проходив з 28 серпня по 1 вересня, Вікторія виступала у 3 дисциплінах та завоювала бронзову медаль у командній вправі 10 булав разом із Євгенією Гомон, Вікторією Шинкаренко, Олена Дмитраш, Світланою Прокоповою і Валерією Гудим. Українки успішно подолали кваліфікацію (5-те місце), зумівши потрапити до числа восьми команд, які у фіналі розігрували медалі чемпіонату світу. Показана у фіналі композиція принесла українкам 17,208 балів і 3-тє місце. Золото виграла збірна Іспанії (17,350), срібло в італійок (17,300).
У вправі з трьома м'ячами і двома стрічками українська команда провалила виступ, посівши 21-й результат серед 29 збірних. Разом із 5-м місцем у кваліфікації у вправі з 10 булавами у підсумку українські гімнастки посіли 15-те місце.

### 2015
На літній Універсіаді в м. Кванджу (Корея) Вікторія зайняла 11-те місце в індивідуальному багатоборстві, 6-те місце у вправах зі стрічкою та 8-ме — у вправах із м'ячем. На Чемпіонаті України 2015 року Мазур була другою в індивідуальному багатоборстві, вправах із булавами, м'ячем і стрічкою, та сьомою — у вправах з обручем. На етапі Кубку світу в Будапешті Вікторія була десятою в індивідуальному багатоборстві.
У вересні на Чемпіонаті світу у Штутгарті Мазур разом із Ганною Різатдіновою та Елеонорою Романовою здобули бронзові нагороди в командному заліку. Вікторія також виступала замість травмованої Романової в фіналі індивідуального багатоборства, проте не змогла вибороти другу для України індивідуальну олімпійську ліцензію, зайнявши підсумкове 22-ге місце.
На Aeon Cup в Японії Вікторія Мазур разом із партнерками по збірній України (яку представляла школа Дерюгіних) Ганною Різатдіновою та юніоркою Оленою Дяченко) здобула срібло; в індивідуальному багатоборстві вона була дев'ятою.
У листопаді 2015-го на змаганнях у Віторії (Бразилія) Мазур здобула 5 срібних нагород (в індивідуальному багатоборстві та у вправах із м'ячем, булавами, обручем і стрічкою), поступившись лише Ганні Різатдіновій.

### 2016
У лютому на етапі Кубку світу у фінському Еспоо стала 14-ю у багатоборстві. На наступному етапі в березні у Лісабоні, Португалія зайняла 11-те місце у багатоборстві та пройшла у фінал у вправах з м'ячем. Брала участь в етапі Кубку світу в італійському Пезаро, де стала 16-ю у багатоборстві. На етапі Кубку світу у Софії зайняла 16 сходинку у багатоборстві. Початком травня 2016 року здобула три золоті та одну срібну нагороду на змаганнях у Канаді. На Чемпіонаті Європи у Холоні, Ізраїль стала 16-ю, зробивши помилку у вправі з обручем.

## Державні нагороди
- Орден княгині Ольги III ст. (25 липня 2013) — за досягнення високих спортивних результатів на XXVII Всесвітній літній Універсіаді в Казані, виявлені самовідданість та волю до перемоги, піднесення міжнародного авторитету України[10]